# 안나와 늑대들
안나와 늑대들(Ana Y Los Lobos, Anna And The Wolves)은 스페인에서 제작된 카를로스 사우라 감독의 1973년 영화이다. 제랄딘 채플린 등이 주연으로 출연하였고 일라이어스 퀘레헤타 등이 제작에 참여하였다.

## 출연

### 주연
- 제랄딘 채플린
- 페르난도 페르난 고메즈

### 조연
- 호세 마리아 프라다
- 라파엘라 아파리시오